# Реймонд (Нью-Гемпшир)
Реймонд (англ. Raymond) — місто (англ. town) в США, в окрузі Рокінґгем штату Нью-Гемпшир. Населення — 10 684 особи (2020).

## Демографія
Згідно з переписом 2010 року, у місті мешкало 10 138 осіб у 3925 домогосподарствах у складі 2796 родин. Було 4254 помешкання
Расовий склад населення:
| - 97,0 % — білих - 0,7 % — чорних або афроамериканців - 0,6 % — азіатів - 0,2 % — корінних американців |

До двох чи більше рас належало 1,4 %. Частка іспаномовних становила 1,1 % від усіх жителів.
За віковим діапазоном населення розподілялося таким чином: 21,7 % — особи молодші 18 років, 68,8 % — особи у віці 18—64 років, 9,5 % — особи у віці 65 років та старші. Медіана віку мешканця становила 39,9 року. На 100 осіб жіночої статі у місті припадало 100,5 чоловіків;  на 100 жінок у віці від 18 років та старших — 100,4 чоловіків також старших 18 років.
Середній дохід на одне домашнє господарство  становив 80 506 доларів США (медіана — 68 000), а середній дохід на одну сім'ю — 89 404 долари (медіана — 81 250). Медіана доходів становила 58 095 доларів для чоловіків та 40 024 долари для жінок. За межею бідності перебувало 9,7 % осіб, у тому числі 13,3 % дітей у віці до 18 років та 3,8 % осіб у віці 65 років та старших.
Цивільне працевлаштоване населення становило 5615 осіб. Основні галузі зайнятості: освіта, охорона здоров'я та соціальна допомога — 27,0 %, виробництво — 14,7 %, роздрібна торгівля — 14,4 %.